# 忽那吉之助
忽那 吉之助（くつな きちのすけ、1903年（明治36年）6月8日 - 1982年（昭和57年）10月21日）は、日本の小説家、教員。梶井基次郎らと同人誌『青空』を創刊した。大学卒業後の後半生は主に中等教育の教職に就いた。就職以後の氏名は野村 吉之助。

## 生涯
愛媛県温泉郡浅海村（現在の松山市）に造り酒屋の6人きょうだいの末弟として生まれる。父を小学生の時に失い、母・きょうだいとともに兵庫県神戸市に転居した。忽那がのちに記したところ（『青空』掲載の「記憶」）では、家計は22歳の長兄の収入だけが頼りだったという。
兵庫県立第一神戸中学校（現在の兵庫県立神戸高等学校）卒業後、京都の第三高等学校（現在の京都大学）文科乙類に入学した。
1924年3月、東京帝国大学文学部国文学科に進学する。同学の梶井、中谷孝雄、外村茂、小林馨や早稲田大学の稲森宗太郎とともに同人誌『青空』を創刊する。忽那の後年の回想では梶井らとは第三高等学校時代より面識はあったものの、当時は文学面での付き合いはなかった。
忽那は犬神の話、闘鶏の話、海上の婚礼の話、おこぜの話などを持っており、梶井はこのようなところから忽那の小説「肥料盗人」が生まれたと述べている。忽那は『青空』創刊号から複数の短編小説を発表するが、1926年12月の第22号に寄稿したのを最後に作品の掲載が途絶え、1927年5月の第27号からは同人としての記載もなくなった。後年の回想では、神奈川県逗子で「大学卒業のあてもない同棲生活でいながら、背水の陣というほどの真剣さも精進もなく、自ら省みて（中略）悪い状態」だっと記している。同人から名が消えたことを案じた梶井（当時は湯ヶ島温泉で結核療養中だった）は、文芸活動の復活を期待する手紙を送った。
1928年3月に東京帝国大学を卒業し、姉の嫁ぎ先（高知県高知市）に男子がいなかったため、養子縁組をして「野村吉之助」を名乗った。ただし高知の野村家に居住することはなく、群馬県立前橋中学校（現・群馬県立前橋高等学校）で教職に就く。1935年から群馬県女子師範学校（現・群馬大学共同教育学部）教員に転じた後、1940年からは群馬県庁で学務教育主事、地方視学官、学務課長といった役職に就いた。
1943年から、日本が占領統治していたジャワ島（現・インドネシア）に陸軍司政官として赴任し、内務部文教局附でジャカルタ男子師範学校長やジャワ建国大学附属学院教授といった業務を担当した。
1946年に日本に帰国すると愛媛県に帰郷したが、公職追放による中等教育機関の校長不足により、群馬県から招請される形で1947年から群馬県立桐生中学校（1948年より学制改革により群馬県立桐生高等学校）の校長に就任し、1955年から（初任校だった）群馬県立前橋高等学校校長に転じた。県立高校退職後は群馬女子短期大学で講師を務めた。
1971年11月に湯ヶ島温泉に梶井の文学碑が建立された際、その除幕式に参加している。この時期、群馬女子短期大学の紀要『群女国文』に梶井についての回想録を連載した。
1982年10月21日、群馬県桐生市で死去した。

## 人物
外見は、スラリとした長身の細おもての風貌だった。
梶井の記すところでは、第三高等学校時代はラグビーをしたり応援団に所属したりする一方で、絵も描き、高等学校と大学ではドイツ人から「能筆（シュライバー）」呼ばれたという。またこれも梶井によると、高等学校時代の忽那は校内でも下駄を履いており、あるときドイツ人の教師（ヘルフリッチュ）が「何故、下駄で教室に入るのだ」と訊いた。それに対し忽那が「靴がなかったからです」と応えるとヘルフリッチュはドイツ語で「道理で（ナチュールリッヒ）クツナ」と言った、という。忽那自身は後年の回想で、第三高等学校時代は劇研究会に所属したと記している。

## 作品
※生涯、著書はなかった。
- 「信」『青空』創刊号、1925年1月
- 「肥料盗人」『青空』第2号、1925年2月
- 「アンリの鉄砲」『青空』第3号、1925年3月
- 「八月の海の上にて」『青空』第4号、1925年6月
- 「赤い裸婦像」『青空』第9号、1925年11月[注釈 2]
- 「村の要吉」『青空』第13号、1926年3月
- 「記憶」『青空』第16号、1926年6月
- 「ある友人」『青空』第21号、1926年11月
- 「泥 -街道を彷徨する或る一群れについて-」『青空』22号、1926年12月
- 「珠玉の魂」『本』、1964年8月